# Casa Tella
La casa Tella és un edifici de Tarroja de Segarra (Segarra) inclòs a l'Inventari del Patrimoni Arquitectònic de Catalunya.

## Descripció
És un gran casalot renaixentista de pedra arrebossat i pintat de blanc amb tres plantes, quatre a la façana lateral degut al desnivell que presenta el carrer.
La façana principal és molt modesta, tot i les seves grans dimensions; presenta una petita obertura amb arc escarser envoltada per carreus de pedra i dues portes balconeres amb barana de forja en diferents nivells de la façana.

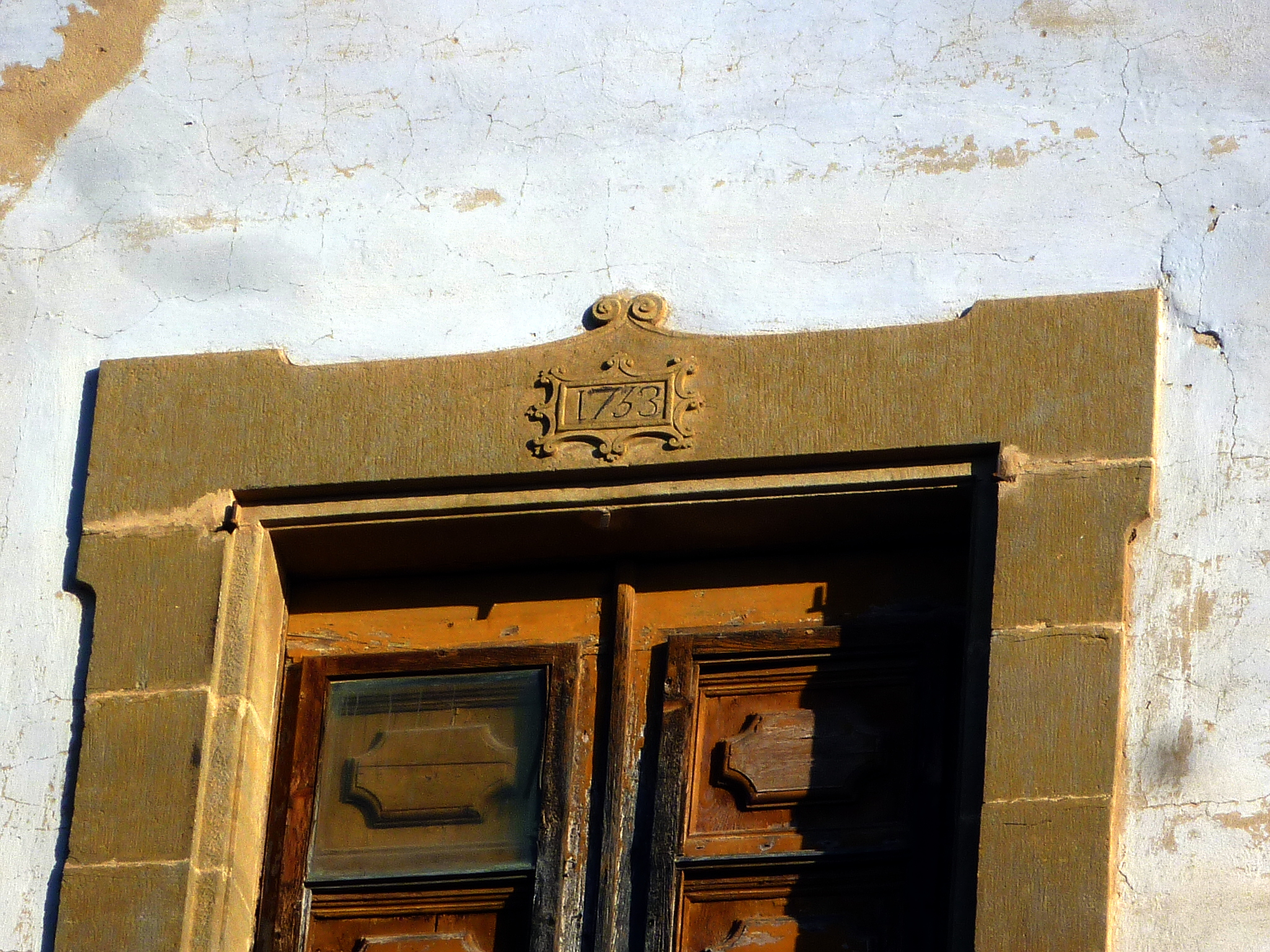
Data a la llinda del balcó

La façana lateral, que mira als horts, presenta un gran pati tancat amb un mur arrebossat que arriba fins a la segona planta de l'edifici. A la tercera planta trobem cinc finestres de diferents dimensions envoltades per carreus de pedra ben escairats i ampit. La quarta planta és la més majestuosa de la casa i en aquesta podem observar-hi tres balcons amb motllura de pedra i baranes de forja, i una galeria formada per dos arcades d'arc de mig punt sustentades per un pilar de pedra. A la llinda del balcó central hi trobem inscrita la data "1733".

## Història
La casa Tella va col·laborar considerablement en el millorament del poble. Marian Tella, que va néixer l'any 1685, fou canonge i més tard Vicari General de Solsona i després de Lleida. Ramon Tella, que havia nascut l'any 1723, es va graduar doctor en sagrats cànons, i fou més tard canonge de la Seu d'Urgell deixant la quantitat necessària per a la construcció de la capella de la Immaculada.
Actualment és propietat d'un antiquari que empra la casa com a magatzem.